# Derek Kilmer
Pour les articles homonymes, voir Kilmer.
Derek Christian Kilmer, né le 1er janvier 1974 à Port Angeles, est un homme politique américain. Membre du Parti démocrate, il est élu de l'État de Washington à la Chambre des représentants des États-Unis de 2013 à 2025.

## Biographie
Après un diplôme de Princeton, il obtient en 2003 un doctorat de l'université d'Oxford. Il est élu à la Chambre des représentants de l'État de Washington en 2004, puis au Sénat de l'État en 2006 dans un district favorable aux républicains. Il est également vice-président du conseil du développement économique de Tacoma et du comté de Pierce.
En 2012, il se présente à la Chambre des représentants des États-Unis dans le 6e district du Washington. Le district comprend le nord de Tacoma, la péninsule de Kitsap et la péninsule Olympique. Il est candidat à la succession du démocrate Norm Dicks, élu depuis 1976. Soutenu par Dicks, il est le seul démocrate lors de la primaire dont il sort en tête avec 54 % des voix. Il est élu représentant avec 59 % des suffrages lors de l'élection générale face au républicain Bill Driscoll.
En août 2014, il remporte la primaire avec 58,7 % des voix. Il est accusé par son adversaire, le pasteur républicain Marty McClendon, de passer la plupart de son temps au Congrès à lever des fonds. En novembre, il est réélu avec 63 % des suffrages face au républicain .
Candidat à un troisième mandat en 2016, il arrive en tête de la primaire avec 57 % des voix. Il affronte en novembre le républicain Todd Bloom, deuxième à 24 %. Il est réélu avec 61,5 % des suffrages face au républicain.
En 2018, il est réélu avec 63,9 % des suffrages face au républicain Douglas Dightman.
En novembre 2023, il annonce qu'il ne briguera pas de septième mandat à la Chambre lors des élections de novembre 2024.

## Historique électoral

### Chambre des représentants
| Année | Derek Kilmer | Républicains |
| ----- | ------------ | ------------ |
| Année |              |              |
| 2012  | 59 %         | 41 %         |
| 2014  | 63 %         | 37 %         |
| 2016  | 61,5 %       | 38,5 %       |
| 2018  | 63,9 %       | 36,1 %       |
| 2020  | 59,3 %       | 40,5 %       |
| 2022  | 60,0 %       | 39,9 %       |